# 이국창
이국창(李國昌, ? ~ 887년)은 당나라 말기의 군인이자 돌궐 사타부의 수령이다. 본명은 주야적심(朱邪赤心) 또는 주야적충(朱邪赤衷)으로, 당나라 조정으로부터 이국창이라는 성명을 하사받아 개명하였다. 주야철륵(朱邪鐵勒)의 후손이자 주야집의(朱邪執宜)의 아들로, 군벌 진왕 이극용의 아버지이다.

## 생애
당 의종 함통(咸通) 10년(869년) 방훈(龐勛)의 변을 진압하는데 공을 세워 이국창이라는 이름을 하사받았으며, 규절(旌節)을 하사받고 서주관찰사(徐州觀察使)에 봉해졌으며 장안 친인리(親仁里)에 관저 한 채를 하사받았다.
당 희종(僖宗) 건부(乾符) 4년(877년) 10월에 소의절도사(昭義節度使) 이균(李鈞), 노룡절도사(盧龍節度使) 이가거(李可舉), 토욕혼도독(吐谷渾都督) 혁련택(赫連鐸), 백의성(白義誠) 등이 울주(蔚州)에서 이국창을 공격하였다. 이가거는 이극용을 약올령(藥儿岭)에서 부수고 혁련택도 이국창을 쳐서 패배시켰다. 때문에 국창 부자는 북쪽으로 달단(鞑靼) 땅으로 달아났다.
훗날 이극용이 황소(黄巢)의 난을 진압하는데 세운 공으로 이국창도 대북절도사(代北节度使)에 봉해졌으나 얼마 되지 않아 병으로 사망하였다. 손자 존욱(存勗)이 후당을 세운 뒤에 이국창은 헌조 문경황제(献祖文景皇帝)에 봉해졌으며 능호를 장녕릉(长宁陵)이라 하였다.

## 가족관계
아내
- 문경황후(文景皇后) 진씨(秦氏)

형제
- 이덕성(李德成) - 본명은 주야덕성(朱邪德成)이다.

자녀
- 이극용(李克用)
- 이극상(李克让) - 금오위장군(金吾卫将军)을 지냈으며 880년경 황소군과의 전투에서 사망하였다.
- 이극공(李克恭) - 890년에 소의절도사(昭义节度使)가 되었으나 병란이 일어나 피살되었다.
- 이극령(李克宁) - 진무군절도사(振武军节度使)로 908년에 이존욱에게 주살되었다.
- 이극근(李克勤)
- 딸 - 후진(后晋)의 갈충광원좌국공신(竭忠匡运佐国功臣)、횡해군절도사(橫海军节度使) 왕정윤(王廷胤)의 어머니
- 셋째 딸 - 의녕대장공주(义宁大长公主)로 송씨(宋氏)에게 시집갔다.